# Lava (cortometraje)
Lava es un cortometraje de animación, producido por Pixar. Dirigido por James Ford Murphy y producido por Andrea Warren, se estrenó en el Festival Internacional de Animación de Hiroshima el 11 de junio de 2013, y se estrenó en los cines junto Inside Out, el 13 de junio de 2014. Es un cortometraje musical cuya canción fue escrita por James Ford Murphy, inspirado en la belleza de las lejanas islas tropicales y la explosiva atracción de los volcanes oceánicos.

## Argumento
En una isla tropical del Pacífico, un volcán solitario llamado Uke, observa a su alrededor a distintos animales felices con sus parejas, esto le hace desear tener también a alguien a quien amar. Inspirado por su sueño de amor, Uke canta una canción al océano, con la esperanza de que algún día ese sueño se cumpla. Al pasar los años, su lava, poco a poco se fue apagando junto con sus esperanzas de encontrar el amor, pero él no sabía que bajo el mar un volcán llamado Lele, escuchó aquella canción cada día, enamorándose de él. Un día cuando Uke cantaba por última vez su canción, Lele subió a la superficie, pero no podía verlo. Uke se hundió completamente en el océano, con el corazón roto, pero su esperanza revivió cuando escuchó a Lele cantando su canción a él. La lava de Uke se encendió, hasta causar una erupción que lo hizo volver a la superficie. Ahora los dos forman una sola isla donde son felices juntos.

## Reparto
- Kuana Torres Kahele como Uke.

- Napua Greig Como Lele.

## Single
La canción del cortometraje, también titulado "Lava", fue lanzado el 17 de junio de 2014, como un sencillo digital y como bonus track en la edición en CD de la banda sonora de Inside Out.